# دينو كريسس (سلسلة ألعاب)
دينو كريسس (بالإنجليزية:Dino Crisis) سلسلة ألعاب فيديو من نوع مغامرات ورعب البقاء من إنتاج شركة كابكوم ومبتكر ومصمم اللعبة الياباني شينجي ميكامي وتتحدث السلسلة عن صراع البشر والديناصورات أول ظهور للعبة عام 1999. واعتبارا من 31 ديسمبر/كانون الأول 2019، باعت سلسلة الألعاب 4.4 مليون وحدة في جميع أنحاء العالم.

## سلاسل اللعبة

### دينو كريسس
تدور قصة الجزء الأول من السلسلة في موقع خيالي يُعرف باسم Ibis Island في عام 2009. حيث تم أرسل فريق مكون من أربعة اشخاص للتحقيق في منشأة بحثية. خلال مهمة الاستطلاع، اكتشاف الفريق أن الدكتور إدوارد كيرك المبلغ عن وفاته قبل ثلاث سنوات يقود مشروع أسلحة سرية داخل المنشأة. ترسل SORT أربعة وكلاء (ريجينا، وجيل، وريك، وكوبر) للقبض على كيرك. يصل الفريق إلى الجزيرة تحت جنح الظلام، ويهبطون على الجزيرة بواسطة مظلات هبوط. يتعرض كوبر لمشكلة تبعده عن مساره الاساسي ويهبط في الغابة بعيدًا عن الآخرين. وعند هبوطه طارده تيرانوصور وأكله. العملاء الثلاثة الآخرون غير مدركين لوفاته، يواصلون المهمة.

### دينو كريسس 2
يبدأ فريق البحرية الأمريكية الافتراضية للذهاب إلى العصر ماقبل الإنسان فتفاجأؤا أن الديناصورات بدأؤا بالهجوم على البشر، فيقوم جيل وريك لتنفيذ المهمة للتحرر من منطقة العصر الديناصورات .

### دينو كريسس 3
وتدور القصة حول انتشار الدينا صورات في أحد السفن الفضائية في العصر الفضائي .